# René Weissinger
René Weissinger (Böblingen, Baden-Württemberg, 11 de desembre de 1978) és un ciclista alemany, professional des del 2002 al 2012. En el seu palmarès destaca la victòria a la Berner Rundfahrt el 2005.

## Palmarès
- 2005
  - 1r a la Berner Rundfahrt
  - 1r a la Völkermarkter Radsporttage
- 2006
  - Vencedor de 2 etapes a la Volta al llac Qinghai
- 2008
  - Vencedor de la classificació dels esprints a la Volta a Suïssa